# تاریخچه حقیقی دار و دسته کلی (فیلم)
تاریخچه حقیقی دار و دسته کلی (انگلیسی: True History of the Kelly Gang) یک فیلم در ژانر زندگی‌نامه‌ای، جنایی و درام به کارگردانی جاستین کرزل است که در سال ۲۰۱۹ منتشر شد. از بازیگران آن می‌توان به جرج مکای اشاره کرد.
فیلمی بیوگرافی وسترن به کارگردانی جاستین کرزل و با بازی راسل کرو، چارلی هونام، نیکلاس هولت و جرج مکای است. داستان دربارهٔ یک استرالیایی جنگل‌نشین به نام ند کلی و گروه قانون شکنش را در دهه ۱۸۷۰ میلادی روایت می‌کند.